# اکاتوپو

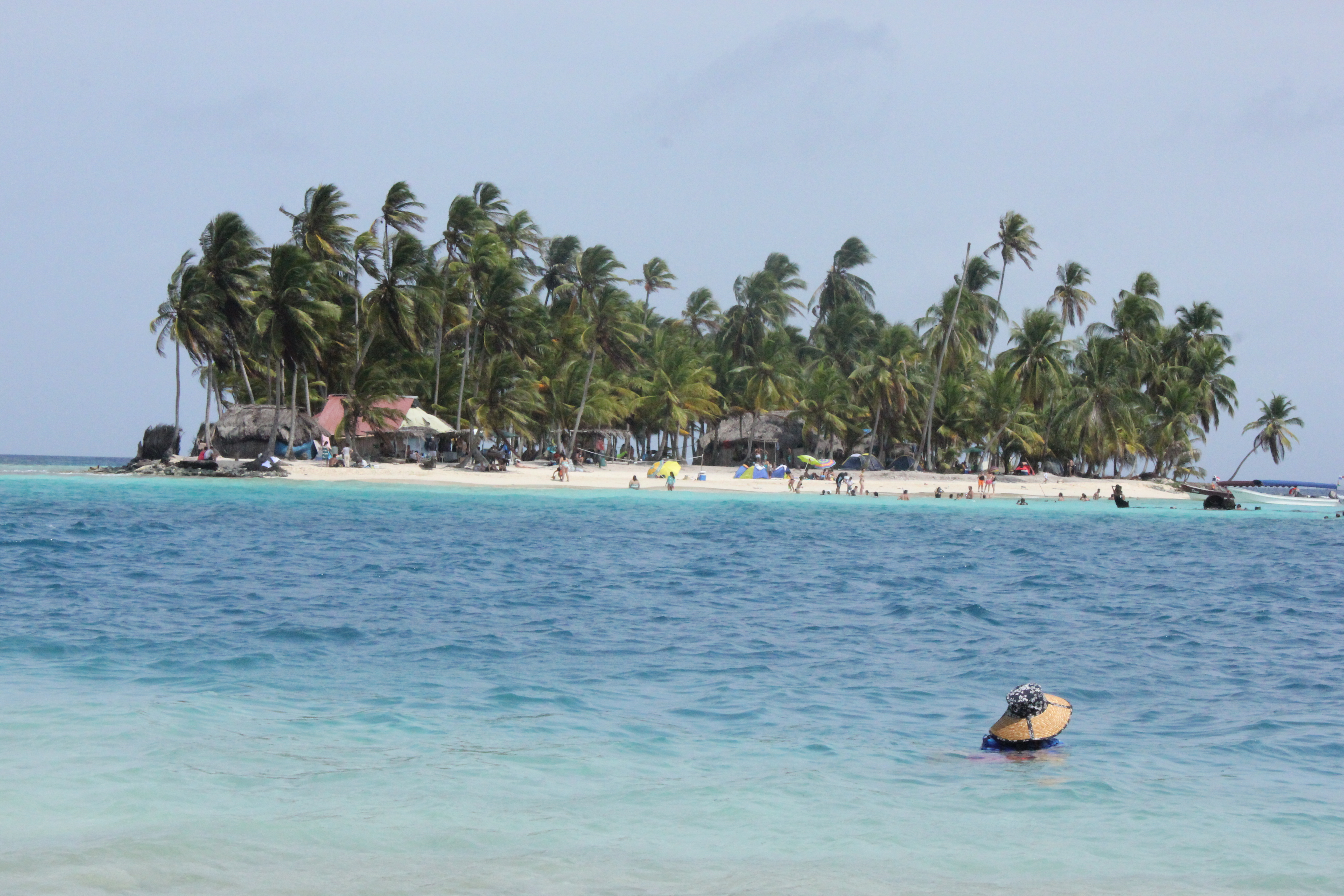
اکاتوپو

اکاتوپو (به اسپانیایی: Achutupo) در پاناما است که در kuna yala واقع شده‌است.

## خصوصیات
اکاتوپو ۱ ۹۵۴ نفر جمعیت دارد.

## شرکت‌های هواپیمایی و مقصدهای پروازی
| شرکت‌های هواپیمایی | مقصدهای پروازی                |
| ----------------- | ----------------------------- |
| Air Panama        | آلبروک مارکوس برندزینو گلابرت |